# Mesorregión del Sudoeste Rio-Grandense
La mesorregión del Sudoeste Rio-Grandense es una de las siete mesorregiones del estado brasileño de Rio Grande do Sul. Es formada por la unión de 19 municipios agrupados en tres microrregiones.
Entre las ciudades más pobladas de la región Sudoeste Rio-Grandense se destacan Bagé, Santana do Livramento y Uruguaiana.

## Microrregiones
- Campanha Central
- Campanha Meridional
- Campanha Ocidental

- Datos: Q1921850